# Philippe Vasseur (acteur)
Pour les articles homonymes, voir Philippe Vasseur et Vasseur.
Philippe Vasseur, né le 8 juillet 1966 à Amiens, est un comédien français, connu à partir de 1992 pour son rôle de José dans la sitcom Hélène et les Garçons puis ses séries spin-off : Le Miracle de l'amour, Les Vacances de l'amour et de 2011 à 2023 Les Mystères de l'amour.

## Biographie
Philippe Vasseur travaille initialement comme décorateur chez AB Productions, qui produisait le Club Dorothée et toutes les sitcoms associées. Le producteur Jean-Luc Azoulay lui propose de devenir comédien.

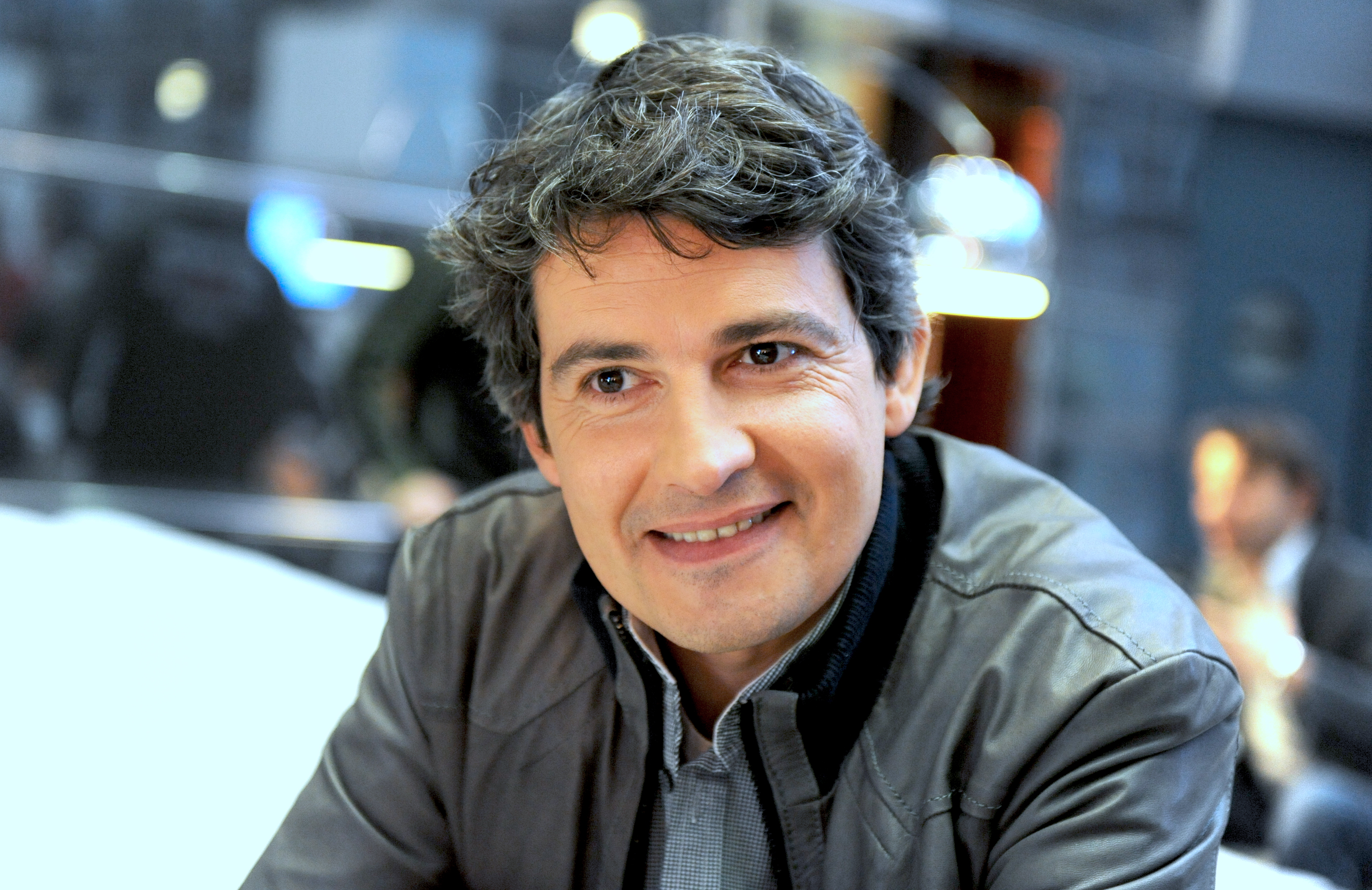
Philippe Vasseur, le 08 décembre 2010 à Paris.

En 1992, il rejoint la distribution de la série à succès Hélène et les Garçons. Il y incarne le rôle de José Da Silva, petit ami de Bénédicte, et musicien (au synthé) du groupe d'étudiants. Il continue d'incarner le rôle de José dans les séries spin-off d'Hélène et les Garçons : Le Miracle de l'amour, Les Vacances de l'amour, et depuis 2011 dans Les Mystères de l'amour. Philippe Vasseur a également fait quelques apparitions dans quelques autres séries, telles que Salut les Musclés et Les Enquêtes d'Éloïse Rome.
Le 5 février 2014, il est à l'affiche du long métrage Le Casse des casses, réalisé par Florian Hessique.
En 2022, il apparait dans le clip Coup de vieux de Bigflo et Oli avec Julien Doré, aux côtés de Hélène Rollès et Laly Meignan dans un décor illustrant la mythique cafèt d'Hélène et les Garçons. Les paroles de la chanson leur font un clin d'œil.  
En décembre 2023, il annonce son départ des Mystères de l'amour pour se consacrer à d'autres projets de longue date. 

### Vie privée
Philippe Vasseur vit en Picardie. Il réalise des tableaux en relief.

## Filmographie

### Télévision
- 1992-1994 : Hélène et les Garçons : José Da Silva
- 1993 : Famille fou rire : José
- 1995-1996 : Le Miracle de l'amour : José
- 1996-2004 : Les Vacances de l'amour : José
- 2011 à 2023 : Les Mystères de l'amour : José

### Cinéma
- 2014 : Le Casse des casses : Ludo
- 2022: Le triangle rouge

### Web séries
- 2014 : Le Grand Magasin de Cédric Cizaire pour le BHV Marais : Antoine, vendeur de chaussures
- 2015 : Les trois pères de Cédric Cizaire : Marc

## Théâtre
- 2014 : PROFS & Cie de Cédric Cizaire : Jean-Philippe Feuqiou. Pièce produite au Théâtre Les Blancs-Manteaux (janvier-mars 2014), à La Comédie Contrescarpe (avril-juin 2014), et au théâtre de l'Observance - Festival d'Avignon (juillet 2014)